# وادي أقريون
وادي أقريون أو وادي خراطة، هو مجرى مائي ينبع من جبال جرجرة ويسري في منطقة القبائل ليصب في البحر الأبيض المتوسط مرورا بإقليم بلديات ولاية بجاية.

## الوصف
«وادي أقريون» أو «وادي خراطة» يرفده في الجهة الشرقية وادي أمرزاق، ويتمثل مستجمعه المائي في مساحة محصورة من السفوح الشمالية لجبال البابور، وهي مساحة شديدة التضاريس والانحدارات من الصخور الجيرية والشيست.
ولأن هذا الوادي يصب في خليج بجاية فهو قصير الطول الذي يبلغ قرابة 50 كيلومتر، وهو بذلك يجري في منطقة غنية جدا بتساقط الأمطار إذ يتراوح متوسطها السنوي ما بين المتر والمترين تعطى للحوض الأعلى للوادي البالغ في المساحة 652 كيلومتر مربع حمولة سنوية تدور في المتوسط حول 175 مليون متر مكعب وانصباب قدره 5,54 متر مكعب في الثانية.
وقد تتراوح الحمولة السنوية ما بين 100 و 400 مليون متر مكعب كما أن الانصباب قد يبلغ رقم 2 500 متر مكعب في الثانية أثناء الفيضانات.
وقد بني على هذا الوادي سد إيغيل أمدة وسد شعبة الآخرة لتنظيم مياهه بخزن حوالي المائة مليون من الأمتار المكعبة وتوليد 35 مليون كيلوواط طن من الكهرباء.

## المسار
يمر «وادي أقريون» عبر ولاية بجاية عبر مساره في الأطلس التلي وجبال جرجرة.
| رقم | ولاية بجاية       |
| --- | ----------------- |
| 01  | بلدية ذراع القايد |
| 02  | بلدية خراطة       |
| 03  | بلدية تاسكريوت    |
| 04  | بلدية درقينة      |
| 05  | بلدية تامريجت     |
| 06  | بلدية ملبو        |
| 07  | بلدية سوق الاثنين |

## السدود
يمر «وادي أقريون» عبر العديد من السدود في ولاية بجاية عبر مساره في الأطلس التلي وجبال جرجرة في منطقة القبائل.
| رقم | ولاية بجاية    |
| --- | -------------- |
| 01  | سد إيغيل أمدة  |
| 02  | سد شعبة الآخرة |

## الطرق الوطنية

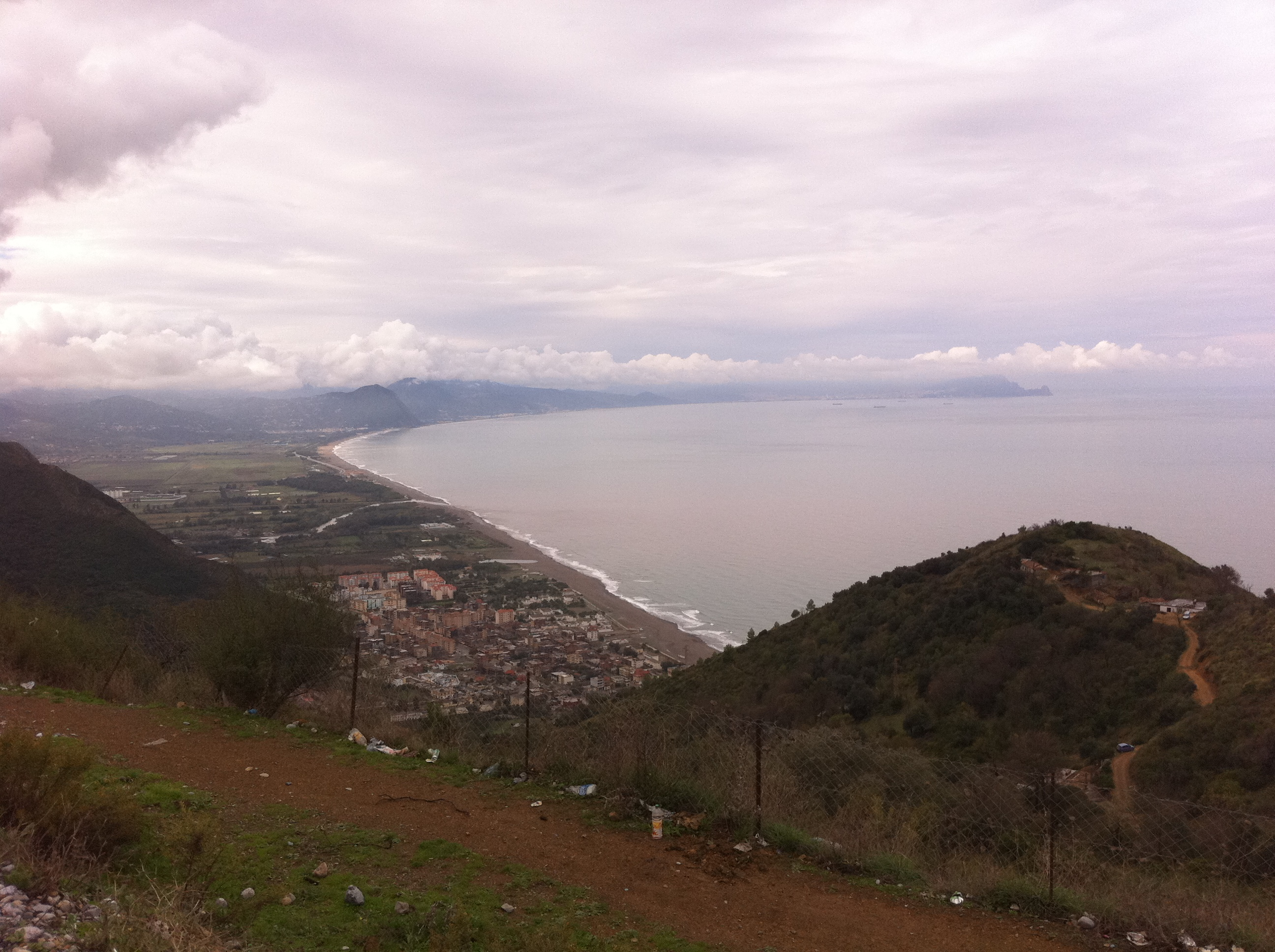
مصب وادي أقريون قرب مدينة ملبو في خليج بجاية

يتقاطع «وادي أقريون» مع العديد من الطرق الوطنية أثناء عبوره ولاية بجاية عبر مساره في الأطلس التلي وجبال جرجرة في منطقة القبائل.
| رقم | ولاية بجاية          |
| --- | -------------------- |
| 01  | الطريق الوطني رقم 9  |
| 02  | الطريق الوطني رقم 43 |

## الجسور
يتقاطع «وادي أقريون» مع العديد من الجسور أثناء عبوره ولاية بجاية عبر مساره في الأطلس التلي وجبال جرجرة في منطقة القبائل.
| رقم | ولاية بجاية     |
| --- | --------------- |
| 01  | جسر تيزي الوادي |

## فيضان الوادي
يشهد «وادي أقريون» خلال فصلي الخريف والشتاء من كل عام عدة فيضانات متوسطة أو كبيرة.
فقد توقفت عملية تموين نحو 17 000 بيت بمياه الشرب منذ صبيحة يوم الخميس 26 مارس 2015م عقب انكسار القناة الرئيسية على مستوى منطقة درقينة الواقعة على بُعد 35 كلم شرق مدينة بجاية حيث جرفها فيضان مياه «وادي أقريون» الذي حدث في حدود الساعة الرابعة من الفجر.
وكان فيضان آخر قد سُجل قبل ذلك بأسبوعين وأدى إلى توقف التموين بالمياه الصالحة للشرب لعدة أيام.
وقد حرم هذا الفيضانُ الأحياءَ القديمة وأعالي مدينة بجاية وكذا الحي الشعبي لـ«سيدي أحمد» من التزود بالماء.
ولم يُشرع في تصليح الجزء المتضرر من القناة بعد تراجع مياه «وادي أقريون» وتقييم الخسائر التي لحقت بالقناة.
كما أن «فيضان وادي أقريون» في بلديات تاسكريوت، درقينة، تامريجت، سوق الاثنين وملبو يؤدي إلى غمر وإتلاف محاصيل الأراضي الفلاحية خاصة في الشتاء مع تساقط الأمطار، إذ أن هذا الوادي تتلف مياهه سنويا بعض الهكتارات من الأراضي الفلاحية، وما نجم عن ذلك من انتشار البطالة لدى الفلاحين الذين عهدوا العمل بأراضيهم.
وكانت «مديرية الري لولاية بجاية» قد كلفت مكتب دراسات فرنسي لوضع دراسة لتهيئة «وادي أقريون» قصد حماية سكان المنطقة من الفيضان لا سيما السكنات المحاذية له، إلا أن الدراسات قامت بها مكاتب جزائرية والأشغال لم تجسد بعد على أرض الواقع على الرغم من استمرار الوضع الذي ينذر بكارثة حقيقية.
ويهدف هذا المشروع إلى حماية السكان القاطنين بحواف «وادي أقريون»، خاصة أن وجود نهب وإهمال كبير في استغلال حصى ورمال الوادي قد أدى بدوره إلى ظهور أودية صغيرة قضت على مساحات زراعية معتبرة دون أن يتلقى الفلاحون أي تعويض مادي من قبل المديرية الوصية.

## تلوث المياه
يعاني «وادي أقريون» من تلوث مياهه بسبب المفرغات التي تصب نفاياتها على ضفافه على طول مساره مثلما كان حاصلا في وادي الحراش قبل الشروع في تهيئته.
وهذا التلوث كان يهدد صحة مواطني ولاية بجاية والمصطافين والأحياء البحرية في خليج بجاية الذي تُفرغ 76 مفرغة نفاياتها على مستواه في مياه البحر الأبيض المتوسط.
فوجود ما يقارب 76 مصبا للنفايات الحضرية المنزلية السائلة، التي تتخذ من الوديان والبحر مصبات رئيسة لها وتفرغ يوميا ما يزيد عن 45 مترا مكعبا، حيث يوجد بـ«وادي الصومام» حوالي 43 مصبا للنفايات، أما الجهة الشرقية للولاية وبالتحديد بـ«وادي أقريون»، فتحصي ما يقارب 22 مصبا.
كما لم تسلم شواطئ خليج بجاية من هذه النفايات من خلال تسجيل 11 مصبا بها، ومنها على مستوى «مصب وادي أقريون»، وهو ما أثّر بصورة كبيرة على الوضع البيئي بولاية بجاية، خاصة أن المنطقة لا تتوفر إلا على محطة واحدة لتصفية المياه القذرة، وتعتبر «مفرغة بوليماط» النقطة السوداء التي ما تزال عالقة ولم تجد طريقا للمعالجة، والسبب في ذلك عدم إيجاد أي حل لها، خاصة وأن هناك مجهودات كثيرة تقوم بها السلطات المحلية مثل إنشاء «مفرغة بوشقرون» الواقعة على حدود بلديتي «بجاية» و«وادي غير»، إلا أن المشكلة في القطعة الأرضية التي تم تسجيل نزاع عليها، والحال نفسه في العديد من بلديات ولاية بجاية، لكن للأسف فإن المواطن والبيئة هما من يدفعان تكاليف ذلك.

## تهيئة مصب الوادي

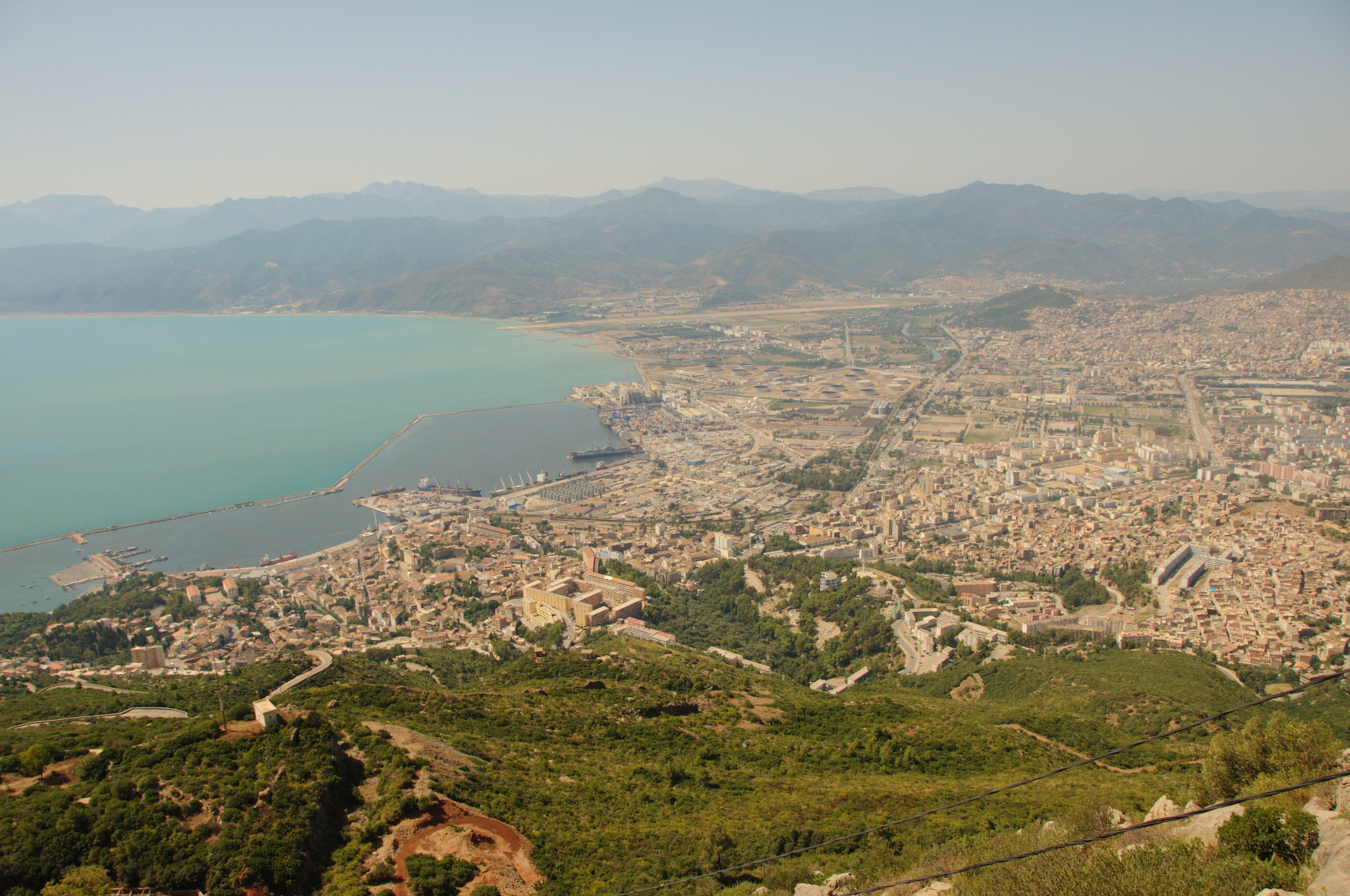
خليج بجاية

قررت ولاية بجاية إقامة مشروع استثماري سياحي على مستوى منطقة «مصب وادي أقريون» في خليج بجاية الفاصلة بين بلدية ملبو وبلدية سوق الاثنين.
وجاء هذا المشروع للاستفادة من نجاح تهيئة وادي الحراش في ولاية الجزائر، مع استكمال تهيئة منتجع شاطئ الصابلات الواقع ما بين بلدية المحمدية وبلدية حسين داي المطلتين على خليج الجزائر.
وستشرف على أشغال التهيئة «مجموعة سيفيتال» التي استفادت خلال سنة 2010م من قطعة أرضية مساحتها 26 هكتارا من منطقة التوسع السياحي لـ«وادي أقريون»، وذلك لإنجاز مشروع سياحي ضخم سيوفر حوالي 2 600 سرير، ويتضمن إقامة فندق سياحي وفق المعايير الدولية وتصميم راق وعصري، إلى جانب إنشاء قرية سياحية تتوفر على كل المتطلبات التي يحتاجها السائح.

## مكتبة الصور

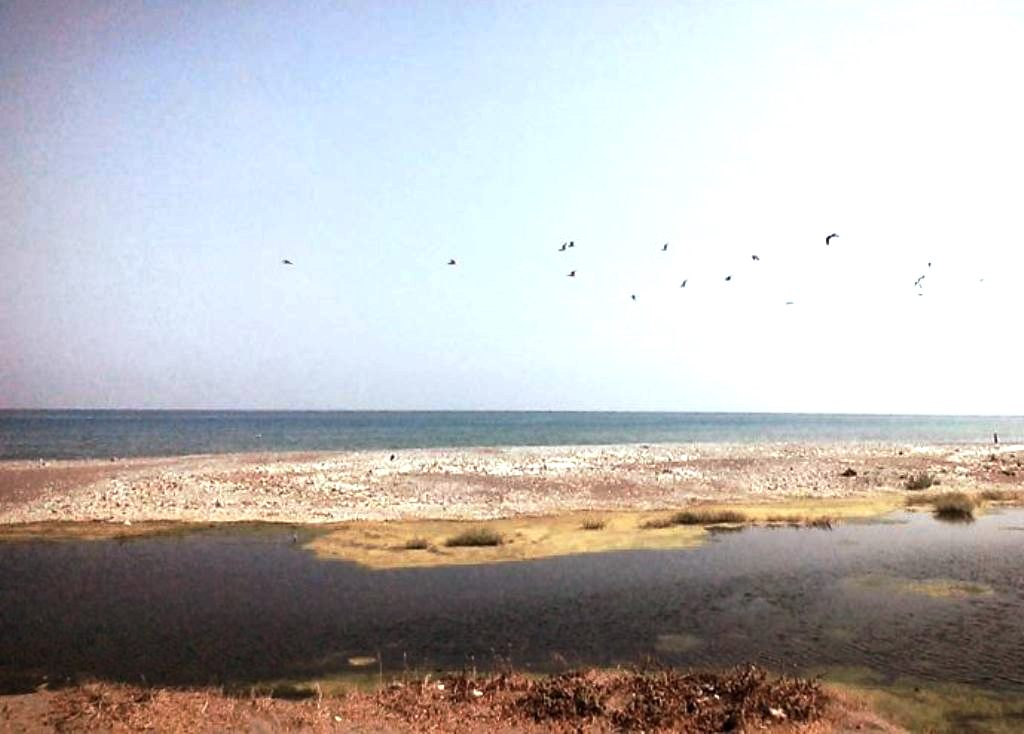
مصب وادي أقريون قرب مدينة سوق الاثنين في خليج بجاية
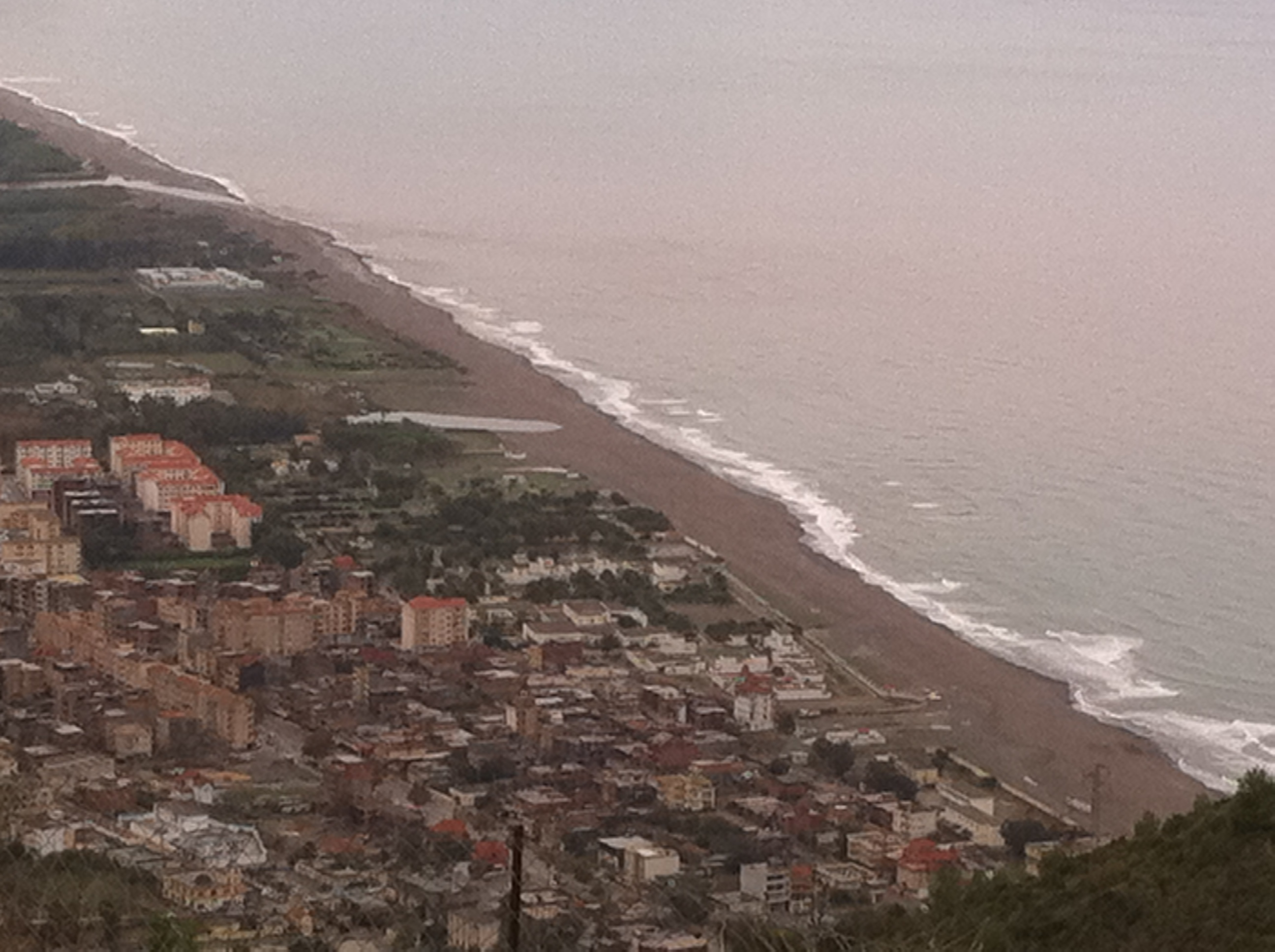
مصب وادي أقريون قرب مدينة ملبو في خليج بجاية
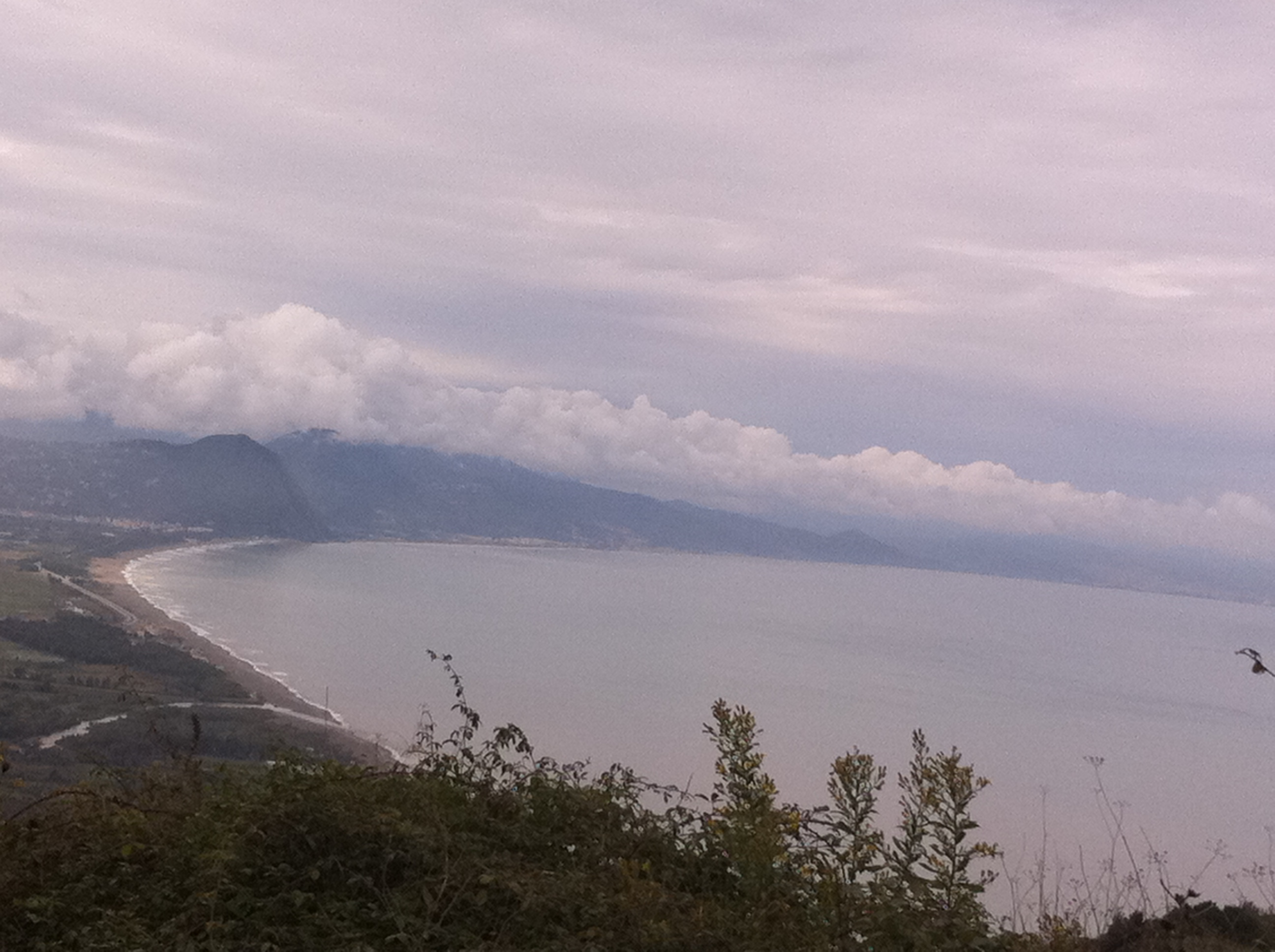
مصب وادي أقريون قرب مدينة ملبو في خليج بجاية
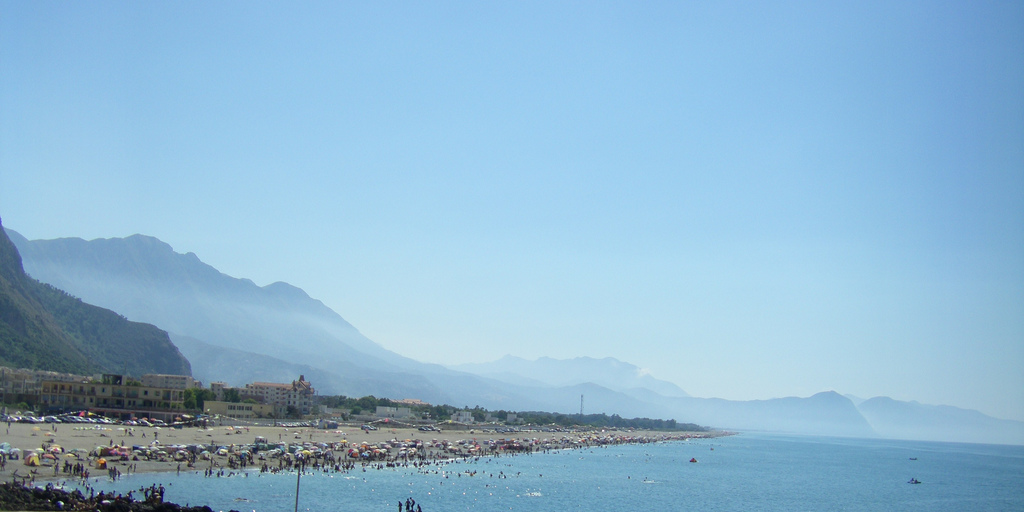
مصب وادي أقريون قرب مدينة ملبو في خليج بجاية
موقع بلدية ذراع القايد
موقع بلدية خراطة
موقع بلدية تاسكريوت
موقع بلدية درقينة
موقع بلدية تامريجت
موقع بلدية ملبو
موقع بلدية سوق الاثنين

### مواضيع ذات صلة
- وزارة الموارد المائية الجزائرية
- المجاري المائية في الجزائر
- قائمة أنهار الجزائر
- نظام مائي للوديان
- نظام مطري للوديان
- الأطلس التلي
- جبال جرجرة
- ولاية بجاية
- قائمة شواطئ الجزائر
- قائمة شواطئ العالم
- السياحة في الجزائر
- قائمة أهم المعالم السياحية في العالم

### وصلات خارجية
- وكالة حماية ساحل ولاية الجزائر
- وزارة الموارد المائية الجزائرية

### فيديوهات
- روبورتاج وكالة الأنباء الجزائرية حول وادي الحراش على يوتيوب.